# LNFA 2020
La LNFA 2020 fue la vigesimosexta temporada de la Liga Nacional de Fútbol Americano, la competición de fútbol americano más importante de España.

## Formato de la competición
Para la temporada 2020, diez equipos compitieron en la Serie A de la LNFA. Valencia Firebats y Granada Lions renunciaron a su plaza, mientras que L'Hospitalet Pioners reemplazó a Santiago Black Ravens, descendido de la temporada anterior.
Los equipos se dividieron en dos grupos de cinco, según criterios geográficos. Todos los equipos juegan diez partidos durante la temporada regular: dos partidos (local y visitante) contra todos los equipos de su grupo, más dos partidos intergrupales (contra un equipo de cada grupo).
Al final de la temporada regular, los tres mejores equipos de cada grupo se clasificarían para los playoffs.  La posición final en la tabla agregada determinará los lugares para los playoffs.

### Criterios de desempate
Si dos o más equipos están empatados al final de la competición, la clasificación de los equipos en cada grupo se basa en los siguientes criterios:
1. Mayor porcentaje de victorias en partidos entre equipos empatados.
2. Porcentaje más bajo de puntos en contra en partidos entre equipos empatados.
3. Mayor diferencia entre los puntos anotados y los puntos en contra en los partidos entre equipos empatados.
4. Porcentaje más bajo de puntos en contra en todos los partidos.
5. Mayor diferencia entre los puntos anotados y los puntos en contra en todos los partidos.
6. Porcentaje más bajo de jugadores expulsados en todos los partidos.
7. Sorteo.

## Equipos participantes
Diez equipos ingresaron a la Serie A de LNFA, el nivel superior de fútbol americano en España.
| Equipos                | Localidad               | Estadio             |
| ---------------------- | ----------------------- | ------------------- |
| Badalona Dracs         | Badalona                | Pomar               |
| Coslada Camioneros     | Coslada                 | Valleaguado         |
| Fuengirola Potros      | Fuengirola              | Elola               |
| Gijón Mariners         | Gijón                   | Las Mestas          |
| L'Hospitalet Pioners   | Hospitalet de Llobregat | Joan Serrahima      |
| Las Rozas Black Demons | Las Rozas de Madrid     | El Cantizal         |
| Mallorca Voltors       | Palma                   | Son Moix            |
| Murcia Cobras          | Murcia                  | José Barnés         |
| Rivas Osos             | Rivas Vaciamadrid       | Cerro del Telégrafo |
| Zaragoza Hurricanes    | Zaragoza                | David Cañada        |

## Liga regular
Fuente: LNFA

### Grupo norte
| Pos. | Equipo               | PJ | G | P | GF  | GC  | DG   | Pts | Clasificación                  |        | BAD   | RIV    | HOS    | ZAR    | GIJ   |
| ---- | -------------------- | -- | - | - | --- | --- | ---- | --- | ------------------------------ | ------ | ----- | ------ | ------ | ------ | ----- |
| 1    | Badalona Dracs       | 5  | 5 | 0 | 196 | 101 | +95  | 10  | Qualification to semifinals    |        | —     | 10–7   | 22 Mar | 52–14  | 55–21 |
| 2    | Rivas Osos           | 5  | 3 | 2 | 174 | 97  | +77  | 6   | Qualification to wildcard game |        | 38–39 | —      | 14 Mar | 34–0   | 4 Apr |
| 3    | L'Hospitalet Pioners | 5  | 3 | 2 | 161 | 130 | +31  | 6   | Qualification to wildcard game |        | 21–40 | 28–49  | —      | 18 Apr | 30–19 |
| 4    | Zaragoza Hurricanes  | 4  | 1 | 3 | 22  | 145 | −123 | 2   |                                |        | 5 Apr | 22 Mar | 0–53   | —      | 8–6   |
| 5    | Gijón Mariners       | 5  | 0 | 5 | 88  | 168 | −80  | 0   |                                | 18 Apr | 20–46 | 22–29  | 14 Mar | —      |       |

 Fuente: FEFA

### Grupo sur
| Pos. | Equipo                 | PJ | G | P | GF  | GC  | DG   | Pts | Clasificación               |      | ROZ   | MLL    | MUR   | FUE    | COS    |
| ---- | ---------------------- | -- | - | - | --- | --- | ---- | --- | --------------------------- | ---- | ----- | ------ | ----- | ------ | ------ |
| 1    | Las Rozas Black Demons | 5  | 5 | 0 | 157 | 70  | +87  | 10  | Qualification to semifinals |      | —     | 4 Apr  | 28–0  | 18 Apr | 22 Mar |
| 2    | Mallorca Voltors       | 4  | 3 | 1 | 151 | 81  | +70  | 6   | Qualification to wildcard   |      | 38–39 | —      | 41–16 | 15 Mar | 19 Apr |
| 3    | Murcia Cobras          | 5  | 2 | 3 | 88  | 104 | −16  | 4   | Qualification to wildcard   |      | 7–21  | 21 Mar | —     | 20–14  | 45–0   |
| 4    | Fuengirola Potros      | 5  | 2 | 3 | 90  | 128 | −38  | 4   |                             |      | 19–55 | 6–41   | 5 Apr | —      | 35–6   |
| 5    | Coslada Camioneros     | 5  | 0 | 5 | 38  | 141 | −103 | 0   |                             | 6–14 | 20–31 | 15 Mar | 6–16  | —      |        |

 Fuente: FEFA

## Suspensión de la temporada
La Comisión Delegada de la Asamblea General de la Federación Española de Fútbol Americano (FEFA), encabezada por el presidente de la Federación, Enrique García de Castro, se reunió para tomar una decisión definitiva sobre el devenir de las competiciones nacionales de la temporada 2019/2020, suspendidas desde el pasado mes de marzo a raíz de la crisis sanitaria provocada por la pandemia del Covid-19.
Tras analizar la situación, con fecha 21 de junio de 2020 se tomaron los siguientes acuerdos:
- Las competiciones de la temporada 2019/2020 quedan suspendidas de forma definitiva y por lo tanto no se continuará con las ya iniciadas.
- No habrá campeón en ninguna de las competiciones.
- Se mantendrá el “ranking” de esta temporada a fecha de la suspensión temporal.
- No habrá ascensos ni descensos en ninguna competición donde pudiera haberlos.